# 臺北市立松山高級商業家事職業學校
臺北市立松山高級商業家事職業學校（SSVS），簡稱松山家商、松山高商、松商、松職，是一所市立技術型高級中學，位於臺北市信義區松山路655號。
原僅設商業類科為「臺北市立松山高級商業職業學校」，現今雖因增設家事類科改名，但仍有不少校友或當地人習稱松山商職。是早期臺灣的八大省商之一

## 歷任校長
| 任屆 | 校長   | 任期開始 |
| ---- | ------ | -------- |
| 1    | 王子榮 | 1946年   |
| 2    | 陳光熙 | 1951年   |
| 3    | 汪乾文 | 1954年   |
| 4    | 劉玉春 | 1986年   |
| 5    | 錢星橋 | 1989年   |
| 6    | 李錫津 | 1991年   |
| 7    | 蔡添順 | 1995年   |
| 8    | 劉澤華 | 2002年   |
| 9    | 張耀中 | 2008年   |
| 10   | 張瑞賓 | 2016年   |

## 校史

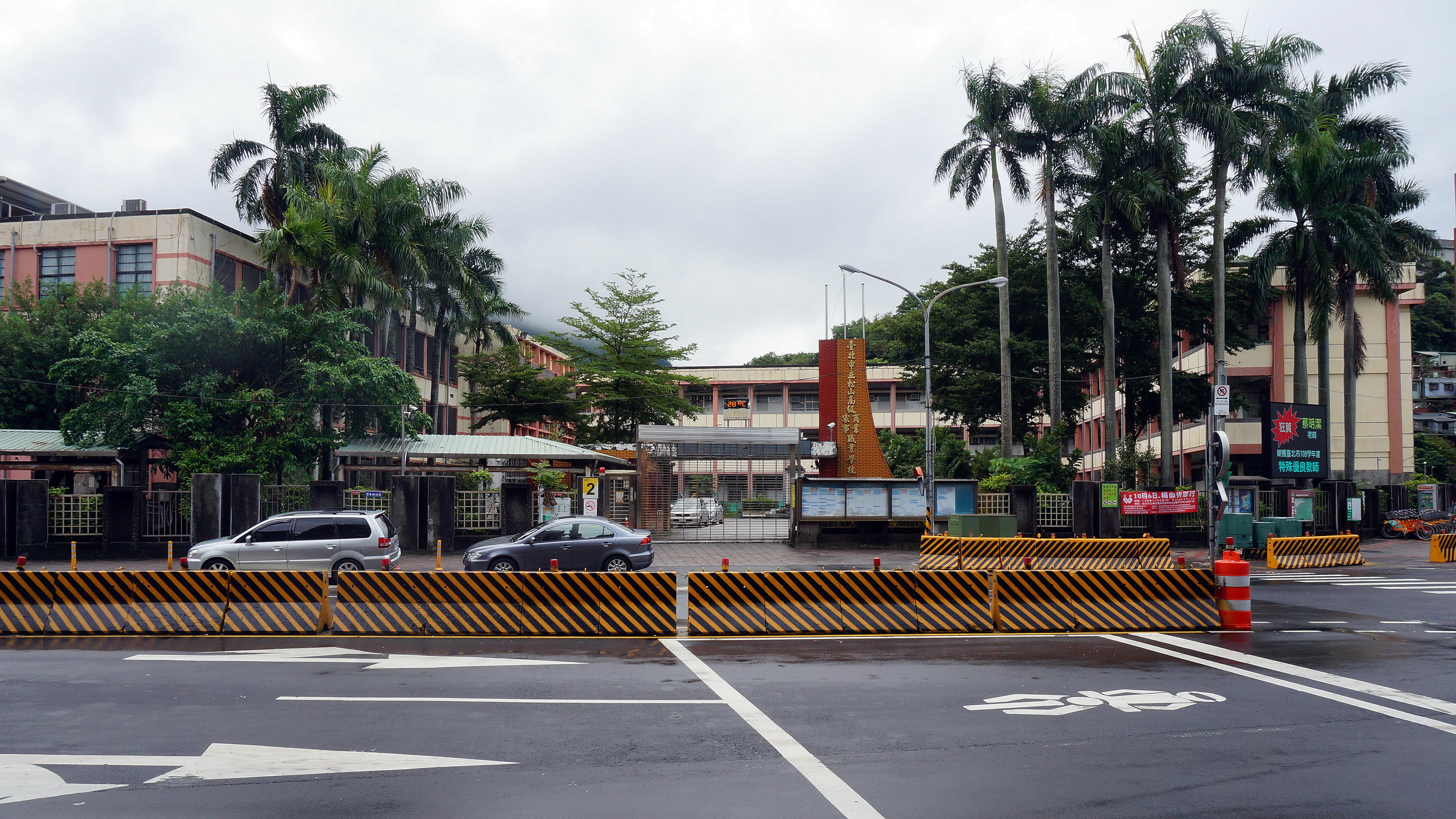
松山家商大門

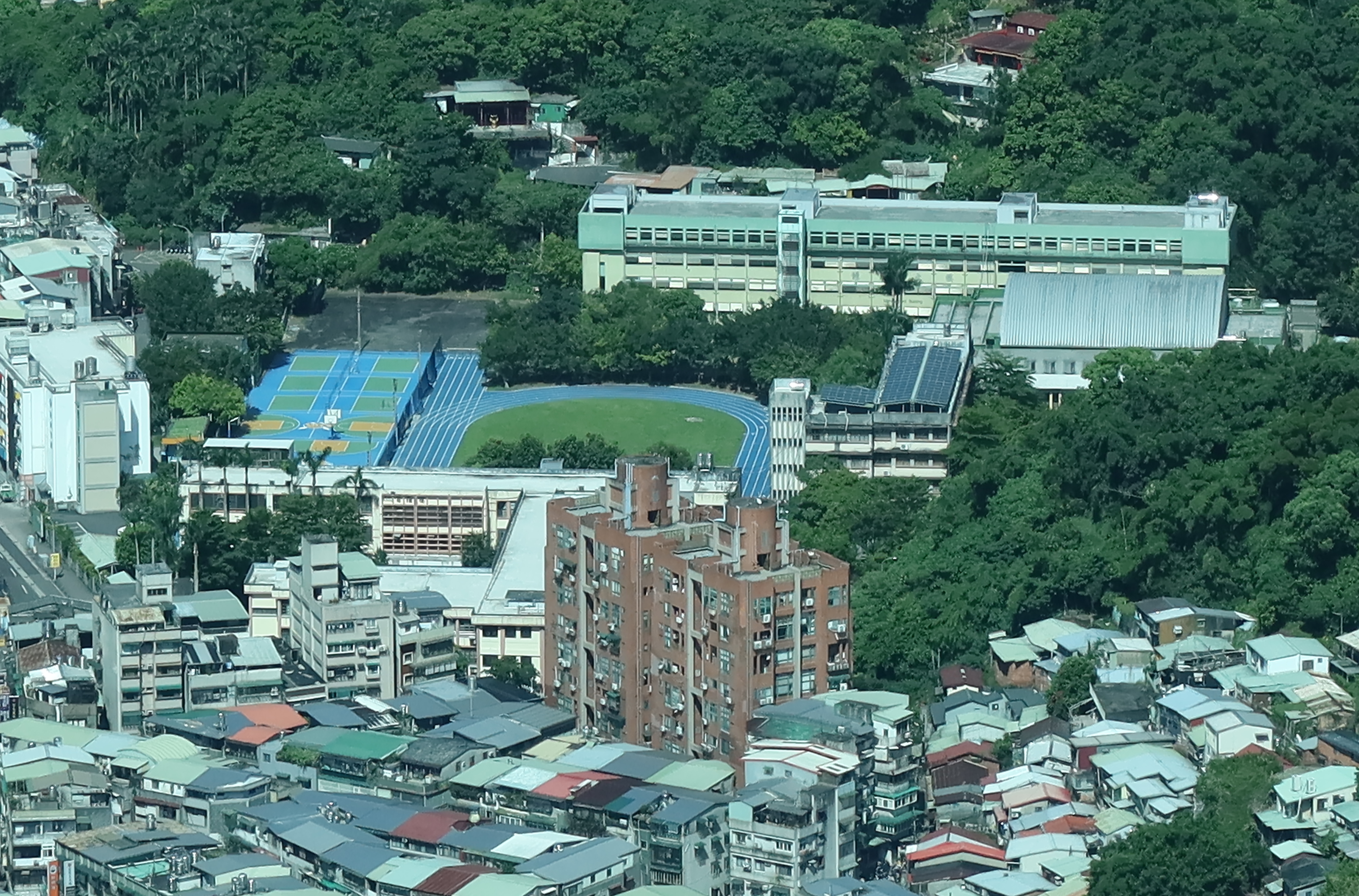
自臺北101觀景臺拍攝的松山家商

- 1946年，「臺北市立松山初級中學」創校，即松山家商之前身，專收夜間班，假松山國民學校教室上課。
- 1947年，改制為臺北市立松山初級商業學校，試辦商業職業教育。
- 1948年，開始招收日間部。
- 1951年，將臺北市之松山、太平、老松及西門四校合併為臺北市立初級商業職業學校，而改制為松山分校，夜間部學生則借松山國校上課，同時夜間部改為四年畢業。
- 1953年，於永春坡現址興建教職員宿舍、專用濾水池及水塔。遷入新校舍時，無操場、校門、自來水、公車以及路燈，只有泥土馬路，學生及老師均須由松山火車站走路上下課。此時計有日間部6班，學生251名。
- 1954年，興建教室四間、教職員宿舍六棟及校長宿舍一棟。同年10月，奉准辦學獨立，並改稱「臺北市立松山初級商業學校」。
- 1955年，奉准正式獨立，其間有松山路的開闢，也開始有公車到達學校、並裝設有電話及路燈等。
- 1958年，10月奉准試辦高級部，於四十九學年度第二學期（1961年）起改為「臺北市立松山商業職業學校」。
- 1965年，08月停止招收初級部，夜間部改招高商，創辦五年制高商。
- 1969年，02月4日奉臺北市政府教育局令，升格為「臺北市立松山高級商業職業學校」。
- 1971年，08月成立廣告設計科，同年7月將松山路655號校門拆除，新建福德街15號現有2號校門。
- 1993年，增設室內布置科（今室內設計科）；依據職業學校法改名為「臺北市立松山高級商業家事職業學校」；同年增建經營大樓五樓，回收軍方借用的校地。
- 1995年，08月籌畫利用回收校地，爭取經費建築綜合大樓、規劃新校門。
- 1998年，08月，原「室內布置科」改名為「室內設計科」
- 2001年，興辦綜合高中四班；同年綜合大樓竣工啟用。
- 2011年，創立第一屆松商籃球隊。
- 2013年，綜合高中部停招，因應類科調整，成立應用外語科（英文組）；夜間部（國際貿易科、商業經營科）改制為進修學校。
- 2016年，奉臺北市政府教育局指示，進修學校停招，2018年進修學校學生畢業後正式結束。

## 學校傳統

### 直屬
每年進入松山家商的新生都會有與自己學號後四碼相同的學長姐來主動認識，彼此關係稱為「直屬」，新生對於學校的生活、課業的問題等等均可向自己的直屬請教。
因而產生學長學姊制

### 班級校歌合唱比賽
通常在下學期會舉辦的全校一年級校歌班級合唱比賽，也跟大部分高中職一樣是合唱校歌，但唯一不同的是可以用各種創意的方式來詮釋原本莊嚴的校歌，使校歌更充滿趣味及創新。而學校方面會請來專業評審老師來進行評分排名。
校方於第102學年第2學期（2014年）開始禁止比賽之其餘年級前往現場觀賽，造成學長姐無法於現場為直屬學弟妹加油打氣。

### 班級英語歌唱比賽
於每學期舉辦的班級才藝表演比賽，參加對象為一至二年級。

### 班級英語歌唱合唱比賽
為2014年新辦之班際活動，與松商校歌班級合唱比賽雷同，唯一不同之處是原本莊嚴的校歌，用班級自定演唱之英文歌替換。
校方於第102學年第2學期（2014年）開始禁止比賽之其餘年級前往現場觀賽，造成學長姐無法於現場為直屬學弟妹加油打氣。

### 班級才藝表演比賽
於每學期舉辦的班級才藝表演比賽，參加對象為一至二年級。

### 松山家商紅沙崗學生歌唱大賽
一年一度的松商紅沙崗學生歌唱大賽也是被視為全校最重大的活動的其中一項，當天除了有由學校初選中脫穎而出的各年級同學上台演唱拿手曲目外，還額外請來專業評審老師、活動主持人、及當紅藝人現場演唱。氣氛相當的熱鬧，使此活動成為日後每個松商人共同的回憶。

## 自治組織
在學生自治方面，松商設有兩大聯會，一是學生會，另一個為社聯會（全名為松山家商社團聯合自治會）。
學生會主要處理有關學生日常生活權益的部份，負責監督學校行政運作並向學校反映學生們的意見。大型活動如校慶、校慶紀念舞會、畢業典禮、優良學生選舉等等，都是由學生會與學生活動組共同規劃並執行。
註：高三班代為畢代（即為畢業班代表）組成畢聯會，負責統籌高三畢業典禮相關事宜。（與學生會共同辦理）。
社聯會則是主要在處理有關社團方面的種種事務，舉凡社團招生展、社團成果發表會一些有關社團的大型活動，以及校級性的校慶活動...皆是由社聯會與課外活動組共同規劃執行，松商一年一度的「紅沙崗」歌唱大賽也是由他們舉辦。幹部方面，設立主席1人，副主席2人。下有活動組、器材組、公關組、美宣組等職務分區。

## 教學單位

### 日間部

#### 商業與管理群
- 國際貿易科 — 培育各企業國貿基層的搖籃，為全國高職最早使用貨物通關自動化系統的學校。
- 商業經營科 — 除學習會計、經濟、商業概論升學課程外，行銷及專題製作、商業實務。
- 會計事務科 — 培養學生從事會計事務基層人才為主要目標，教學重點除加強升學科目外，也積極充實學生專業知識及能力，並配合實務加強。如：台北富邦銀行實習。
- 資料處理科 — 培養資訊軟體及管理所需之初級技術人才，與培養資料蒐集、處理、分析，及操作商業資訊系統之應用知能。並培養學生具備程式設計、資料庫系統、多媒體製作等。

#### 設計群
- 廣告設計科 — 成立於1971年，1986年導入電腦繪圖教學，每年舉辦科展、聖誕晚會、迎新送舊等活動，以培養學生才華。松商的直屬學長姐制度就是由廣設科發起的，至今仍持續禮貌運動的優良傳統。
- 室內設計科 — 全北北基唯一一間公立室內設計科，主要學習室內設計之技能，如建築製圖、廣告設計、電腦輔助設計等，每年舉辦一次科展、聖誕活動、新年活動、迎新送舊等，高一還會有校外參訪之活動。而學長學姊制也和廣設差不多，注重禮貌。

#### 外語群
- 應用外語科英文組 — 成立於2013年以培育從事商務實用英語基層人才為目標，加強聽說讀寫，培養英語溝通能力、商務應用知能及電腦技能。

#### 體育班
校隊介紹
- 田徑隊
- 桌球隊
- 游泳隊
- 跆拳道隊

#### 特殊教育
- 綜合職能科 — 課程規劃朝向環境服務群設計，以門市服務及清潔實務課程為主，培養都會型服務職種之基礎服務及清潔人員，重視生活管理、社會技巧、職業教育及生涯規劃等訓練，以銜接畢業後獨立生活、適應社會及就業謀生之技能。

#### 綜合高中
提供學術學程與專業學程課程架構之規劃，兼具高中加高職雙重特質、優點，2013年起停止招生，在學期間須修滿以下課程
- 語文領域
- 數學領域
- 社會領域
- 自然領域
- 藝術領域
- 生活領域
- 健康與體育領域
- 全民國防教育

### 夜間部
- 班數與科別：商業經營科三班、國際貿易科二班，精緻而有特色。
- 修業年限（學制）：四年。
- 上課時間：週三下午 5:10～下午10:00（17:10~22:00），週一、週二、週四、週五下午 5:30～下午10:00（17:30~22:00）（週三有班會及社團課程）
- 教職員業務職掌（預算員額數：10人）：負責教學（教務）、註冊（教務）、學生活動（學務）、體育衛生（學務）、生活輔導（學務，組長由軍訓教官兼任）、實習輔導等業務及其有關事項。
- 學分數規定：與日間部相同。
- 2013年奉教育局指示，改制（夜間）進修學校。

#### 商業與管理群
- 國際貿易科 — 培育各企業國貿基層的搖籃，為全國高職最早使用貨物通關自動化系統的學校。
- 商業經營科 — 除學習會計、經濟、商概升學課程外，行銷及專題製作、商業實務。

### （夜間）進修學校
2013年，奉教育局指示，由夜間部改制為（夜間）進修學校，採三年制。

2016年，奉教育局指示，停止招生。

2018年，（夜間）進修學校學生畢業後，結束（夜間）進修學校。

#### 商業與管理群
- 國際貿易科 — 培育各企業國貿基層的搖籃，為全國高職最早使用貨物通關自動化系統的學校。
- 商業經營科 — 除學習會計、經濟、商概升學課程外，行銷及專題製作、商業實務。

#### 實用技能學程
- 銷售事務科 — 著重計算機概論、經濟、會計等領域基本能力試探、銷售實務實習之專精訓練等，修畢後期能在職場取得一席之地。

## 外部連結
1. 臺北市立松山高級商業家事職業學校 （页面存档备份，存于）